# 三室山 (兵庫県・鳥取県)
三室山（みむろやま）は、兵庫県宍粟市と鳥取県八頭郡若桜町にまたがる標高1,358mの山である。中国山地東部にあたり、氷ノ山後山那岐山国定公園の主要な一部をなす。ふるさと兵庫100山、近畿百名山の一つ。

## 概要
兵庫県では氷ノ山に次いで第2位の標高を誇る。この三室山をピークとして、ダルガ峰 、駒の尾山、 鍋ヶ谷山、船木山、後山と回り込んで続く稜線を形成している。この地域で最も高い山であり展望は極めて優れている。

## 登山道
登山道は、宍粟市側から 三室高原にある県立野外活動センター跡を出発点とするものが一般的である。

## 近隣の山
- 竹呂山
- 空山
- 長義山
- ダルガ峰
- 駒の尾山
- 鍋ヶ谷山
- 船木山
- 後山

## ギャラリー

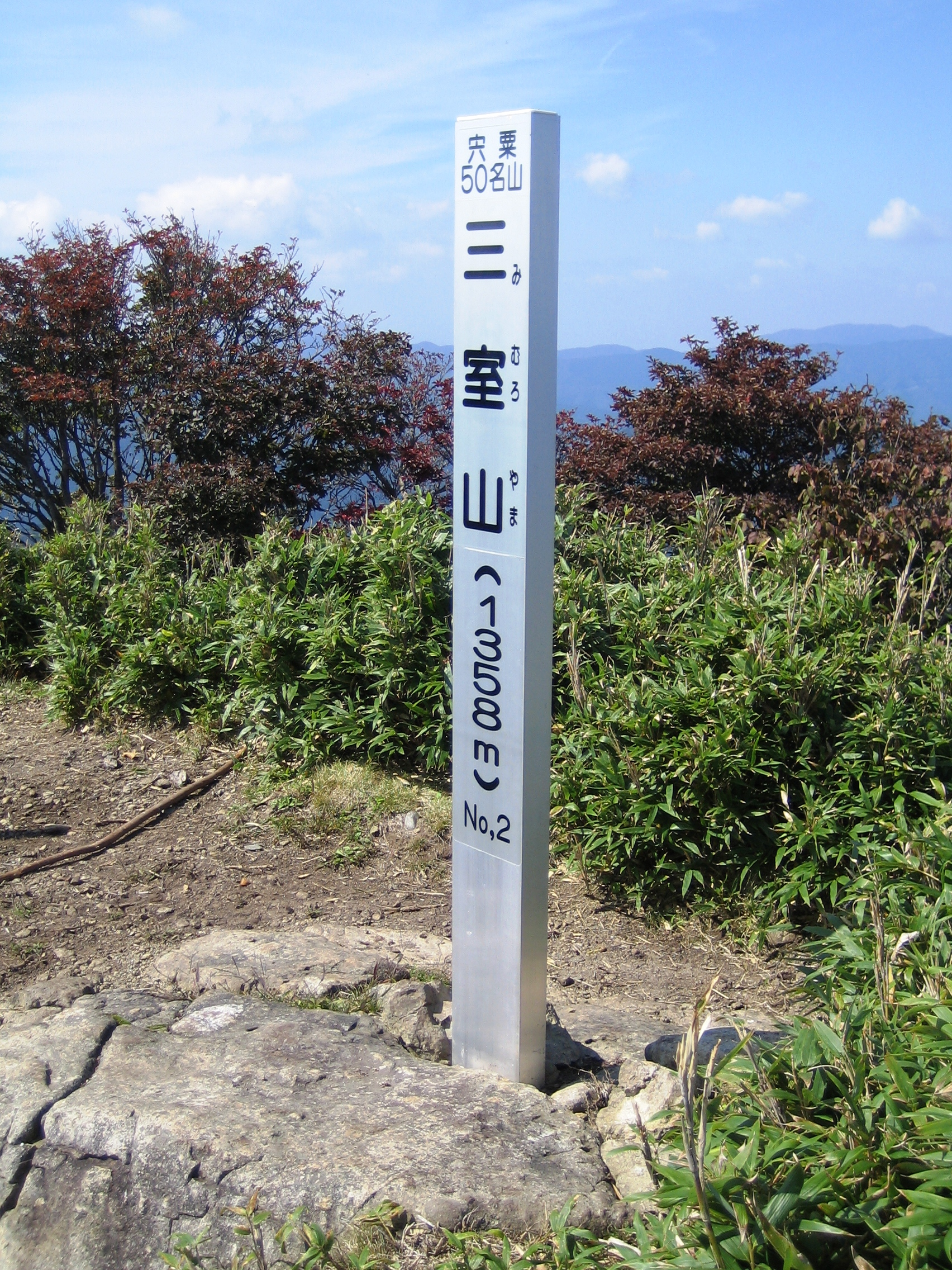
三室山頂上の標識（2008年10月）
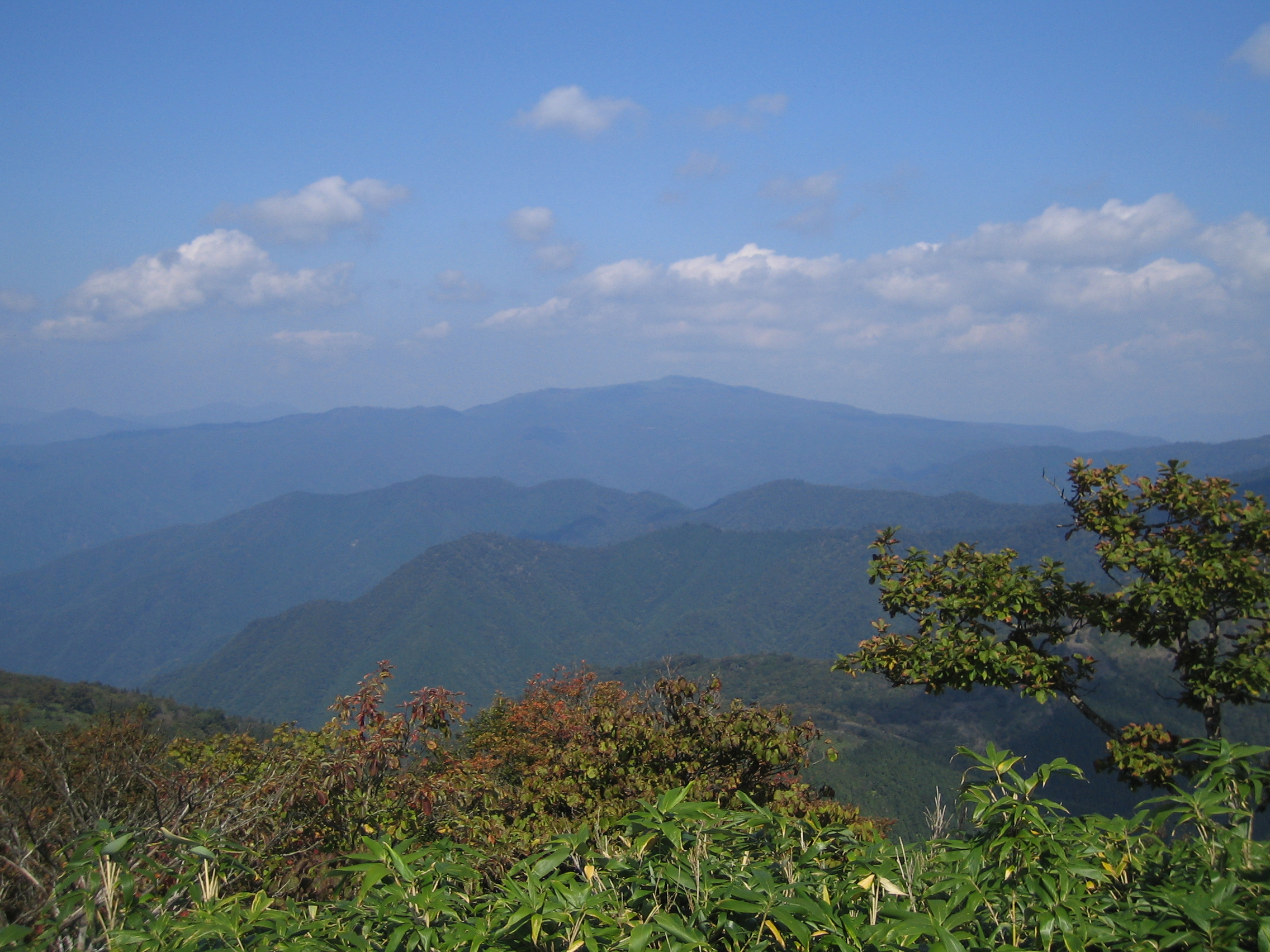
三室山から見た氷ノ山（兵庫県最高峰）（2008年10月）
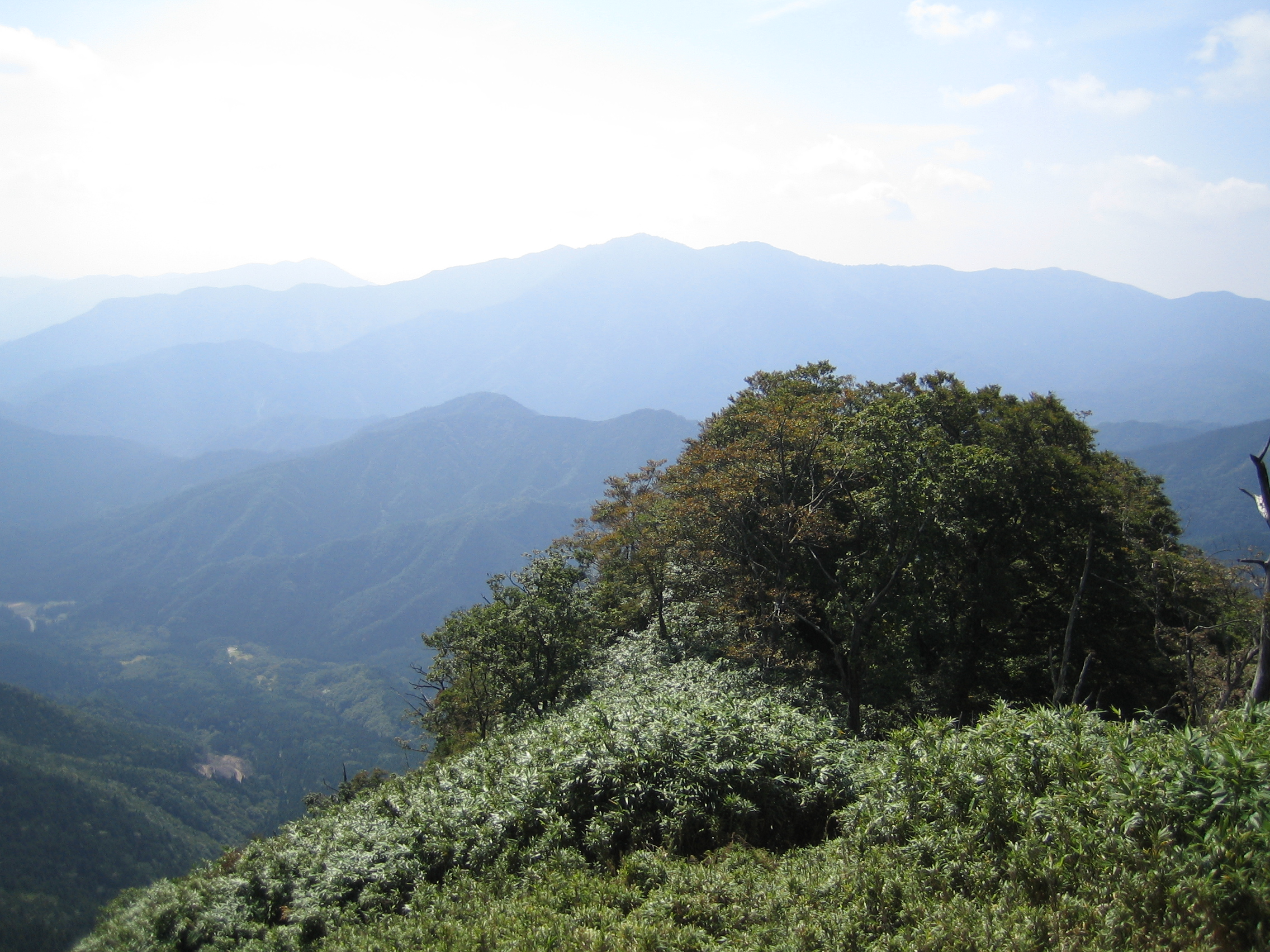
三室山から見た後山（岡山県最高峰）（2008年10月）
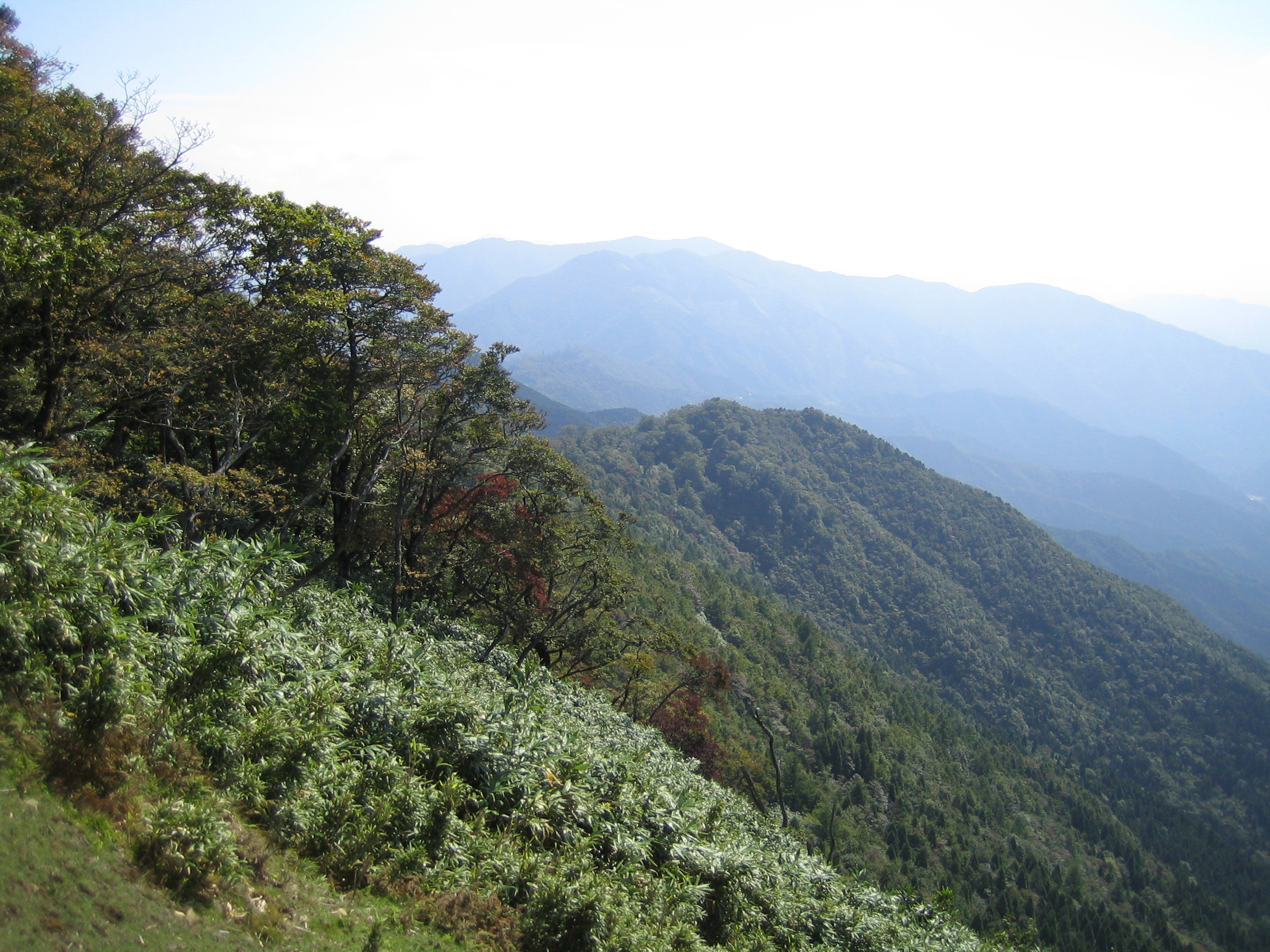
三室山から見た竹呂山方面（2008年10月）